# Sandra Guldberg Kampp
Sandra Guldberg Kampp (født 20. juni 2000 i Svendborg), også kendt som Sandra Kampp, er en dansk skuespiller. Hun spillede hovedrollen Ida i filmen Kød & Blod (2020), som havde premiere på Berlin International Film Festival i Panorama sektionen, og blev nomineret til en Bodil for bedste kvindelige hovedrolle for rollen. 
I 2021 havde Kampp hovedrollen i 2 kortfilm, der havde deres premiere på Cannes Film Festival; In the Soil som var udtaget i kortfilms hovedkonkurrencen til en Short Film Palme d'Or, og Inherent som var udtaget til Semaine de la critique (fr).
Kampp spiller rollen som Thalis i Apple TV+ serien Foundation (en)

## Filmografi

### Spillefilm
- 2024 - Electric Child (en)
- 2020 - Kød & Blod
- 2012 - Far til fire - til søs

### Kortfilm
- 2021 - Inherent
- 2021 - In the Soil
- 2019 - Hollow Heart
- 2019 - I Want You to Panic
- 2019 - Gennem Ild

### TV serier
- 2023 - Foundation (en) (5. episoder)
- 2022 - Nordland '99
- 2022 - Dag og Nat (ep. 6)
- 2020 - The Rain